# 1060

## Narození
- ? – Svatý Gaucherius († 1140)
- ? – Geoffroy I. z Lovaně, hrabě z Lovaně a Bruselu († 25. ledna 1139)
- ? – Kalixt II., papež († 13. prosince 1124)
- ? – Felicia z Roucy, aragonská a navarrská královna († 3. května 1123)

## Úmrtí
- 4. srpna – Jindřich I., francouzský král (* 1008)
- 16. listopadu – Geoffroy II. z Anjou (* 1006)
- 5. prosince – Ondřej I., uherský král (* kolem 1015)
- Emund Starý, švédský král (* ?)

## Hlavy států
- České knížectví – Spytihněv II.
- Papež – Mikuláš II.
- Svatá říše římská – Jindřich IV.
- Anglické království – Eduard III. Vyznavač
- Aragonské království – Ramiro I.
- Barcelonské hrabství – Ramon Berenguer I. Starý
- Burgundské vévodství – Robert I. Starý
- Byzantská říše – Konstantin X. Dukas
- Dánské království – Sven II. Estridsen
- Francouzské království – Jindřich I. / Filip I.
- Kyjevská Rus – Izjaslav I. Jaroslavič
- Kastilské království – Ferdinand I. Veliký
- Leonské království – Ferdinand I. Veliký
- Navarrské království – Sancho IV.
- Norské království – Harald III. Hardrada
- Polské knížectví – Boleslav II. Smělý
- Skotské království – Malcolm III.
- Švédské království – Emund Starý / Stenkil
- Uherské království – Ondřej I. / Béla I. Uherský